# 紀貫之

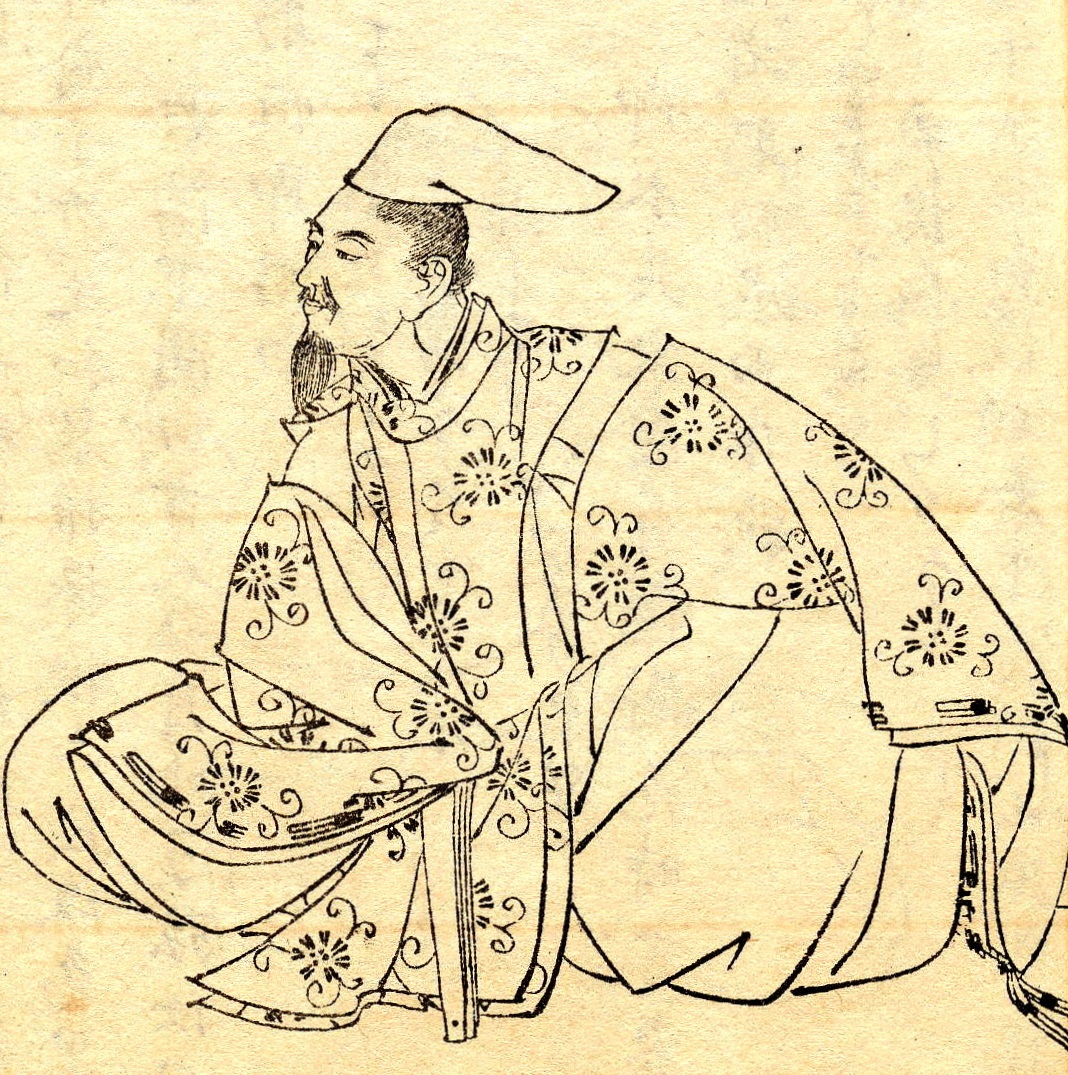
紀貫之（菊池容齋畫於明治時代）

紀貫之（日语：／ Ki no Tsurayuki，9世紀—945年6月30日）是日本的平安時代前期的歌人。『古今和歌集』的選者之一，三十六歌仙之一。紀友則是堂兄弟。

## 概略
紀望行之子。延喜5年（905年），受醍醐天皇之命，和紀友則・壬生忠岑・凡河內躬恒共同編纂最初的勅撰和歌集『古今和歌集』，執筆假名的序文。和歌被收錄在『小倉百人一首』，也有自撰家集『貫之集』。
散文有『土佐日記』，對日本的假名日記文學、隨筆、女流文學的發達有重大的影響。
貫之的宅邸前庭種植許多櫻樹，據說被稱作「櫻町」（さくらまち）。遺址相當於現在的京都御所富小路廣場。

## 作品

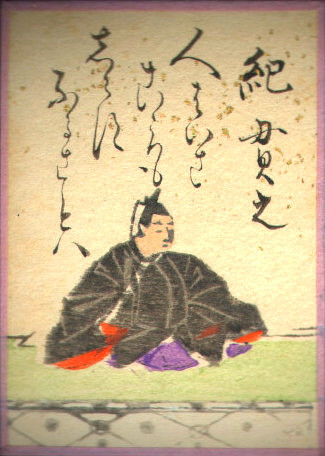
紀貫之（百人一首）

- 古今和歌集：勅撰和歌集。和紀友則・壬生忠岑・凡河內躬恒共撰。
- 古今假名序
- 新撰和歌（日语：新撰和歌）：貫之獨撰之私撰集。
- 新撰和歌序：真名序。
- 大井川御幸和歌序：『古今著聞集』卷第十四遊覽廿二揭載。
- 貫之集
- 土佐日記

## 墓

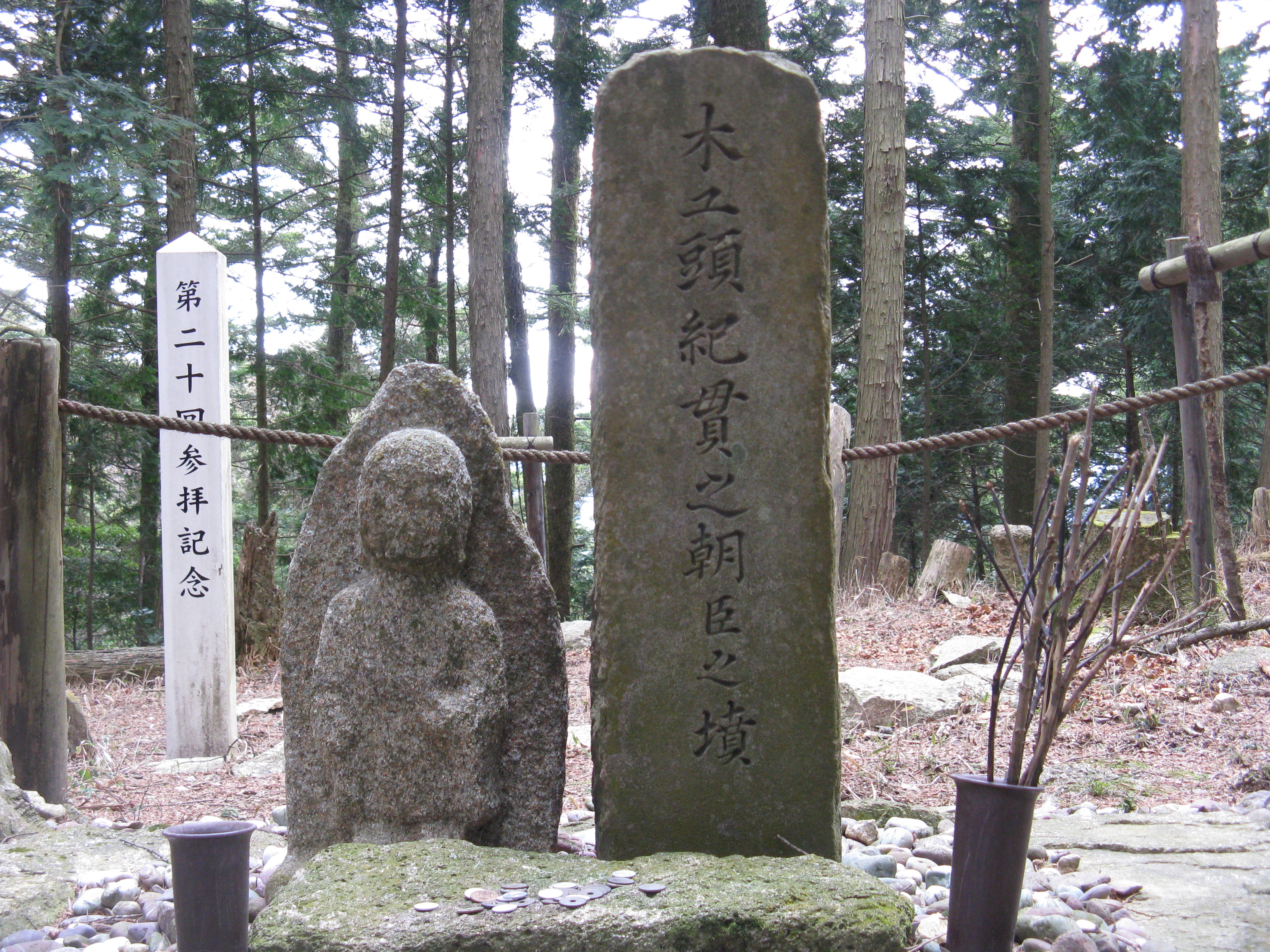
裳立山的紀貫之之墓

位在滋賀縣大津市比叡山麓的裳立山。
比叡山鐵道坂本纜車裳立山車站徒步10分。

## 外部連結
- 紀 貫之：作家別作品リスト （页面存档备份，存于）（青空文庫）
- 今昔秀歌百撰 （页面存档备份，存于）

## 關連項目
- 竹取物語
- 福王子神社 (大津市)
- 紀貫之神社（松山市）